# Martin Bottesch
Martin Bottesch, né en 1953 à Apoldu de Sus (ro) est l'un des leaders politiques de la Communauté allemande de Roumanie. Il a été président du județ de Sibiu de 2004 à 2012 sous l'étiquette du Forum démocratique des Allemands de Roumanie (FDGR/DFDR). Il est actuellement président du FDGR/DFDR de Transylvanie, l'organisation régionale du parti.